# 4 Walls / Cowboy
"4 Walls/Cowboy" là album single tiếng Nhật của f(x), được phát hành vào ngày 2 tháng 11 năm 2016 bởi Avex Trax.

## Bối cảnh và phát hành
Vào ngày 12 tháng 9 năm 2016, trang wed tiếng Nhật của f(x) thông báo rằng nhóm sẽ phát hành một album single với tựa đề 4 Walls / COWBOY, sẽ được phát hành vào ngày 2 tháng 11. Được xác nhận rằng single sẽ có phiên bản CD và phiên bản CD+DVD. Vào ngày 20 tháng 9, bìa của mỗi phiên bản đã được tiết lộ. 

## Danh sách bài hát
| STT | Nhan đề                      | Thời lượng |
| --- | ---------------------------- | ---------- |
| 1.  | "4 Walls" (Japanese version) |            |
| 2.  | "COWBOY"                     |            |
| 3.  | "4 Walls" (Instrumental)     |            |
| 4.  | "COWBOY" (Instrumental)      |            |

| DVD | DVD                                      | DVD        |
| STT | Nhan đề                                  | Thời lượng |
| --- | ---------------------------------------- | ---------- |
| 1.  | "4 Walls Music Video" (Japanese version) |            |
| 2.  | "4 Walls Music Video Making"             |            |
| 3.  | "4 Walls / COWBOY Jacket making"         |            |